# Albert Zürner
Albert Zürner (n. 30 ianuarie 1890, Hamburg, Imperiul German – d. 18 iulie 1920, Hamburg, Republica de la Weimar) a fost un săritor în apă ce a reprezentat Germania, medaliat olimpic. A participat la 2 ediții ale Jocurilor Olimpice (1908, 1912) în care a câștigat o medalie de aur și o medalie de argint.